# Hugh Sutherland
Hugh Sutherland   (Winnipeg, 2 de febrer de 1907 - Winnipeg, 9 de setembre de 1990) va ser un jugador d'hoquei sobre gel canadenc que va competir durant les dècades de 1920 i 1930.
Amb el Winnipeg Hockey Club guanyà l'Allan Cup de 1931. El 1932 va prendre part en els Jocs Olímpics de Lake Placid, on guanyà la medalla d'or en la competició d'hoquei sobre gel.